# Vinicio Espinel
Vinicio Eduardo Espinel Espín (n. Quito, Pichincha, Ecuador; 29 de agosto de 1980) es un exárbitro de fútbol y director deportivo ecuatoriano. Fue árbitro internacional FIFA en 2015.

## Biografía

### Polémicas
La carrera de Espinel está rodeada por algunos escándalos como en el Campeonato 2014, en el partido Independiente del Valle vs. Barcelona SC, tuvo una polémica actuación al expulsar a los dos porteros del equipo guayaquuleño, lo que derivó en un conato de incidentes en los que la Policía Nacional tuvo que intervener para calmar los ánimos. Durante esa temporada se lo conoció como "el más tarjetero" por sus decisiones estrictas, fue suspendido de dirigir cinco partidos tras estos hechos.
En 2015 la polémica volvió a ser el centro de atención en su carrera como árbitro al hacer acusaciones contra la FEF porque el máximo organismo del balompié nacional lo retiró de la lista de árbitros FIFA y en su lugar puso a Luis Quiroz, tras disculparse por sus declaraciones la FEF decidió no abrirle un expediente.
En 2016 desató polémica en un partido contra Independiente del Valle por la expulsión de Luis Caicedo.

### Dirigencia deportiva
En 2020 una vez que anunció su retiro como árbitro, Espinel fue presentado como director deportivo del Club Deportivo La Unión de la Segunda Categoría de Cotopaxi.